# Oplątwa brodaczkowa
Oplątwa brodaczkowa (Tillandsia usneoides L.) – gatunek  rośliny z rodziny bromeliowatych (Bromeliaceae). Występuje w Ameryce Południowej, Środkowej oraz południowych obszarach Ameryki Północnej. 

## Morfologia
PokrójEpifit zwisający z konarów drzew. Ma długie (do 5 m), cienkie, zwisające i rozgałęziające się łodygi o srebrzystoszarej barwie, gdyż okryte są srebrzystymi włoskami. Włoski te mają tarczkowaty kształt, a ich zadaniem jest wchłanianie wilgoci z powietrza, roślina nie posiada bowiem korzeni. Swoim wyglądem oplątwa brodaczkowa przypomina porosty z rodzaju brodaczek.
LiścieRzadko rozmieszczone, podobne do pędów, równowąskie, cienkie, rynienkowate i ostro zakończone, mające taką sama barwę jak łodygi. Osiągają do 3–5 cm długości.
KwiatyDrobne, niepozorne i ukryte między liśćmi. Wyrastają latem. Zebrane są w 1-3-kwiatowe kwiatostany wyrastające w kątach 2-3 podsadek. Pojedynczy kwiat ma 3-działkowy kielich, żółtoczerwoną, 3-płatkową koronę, 6 pręcików, 1 słupek i podparty jest jedną przysadką.
OwoceWydłużone, walcowate torebki zawierające nasiona zaopatrzone w pęczek piórkowatych włosków.

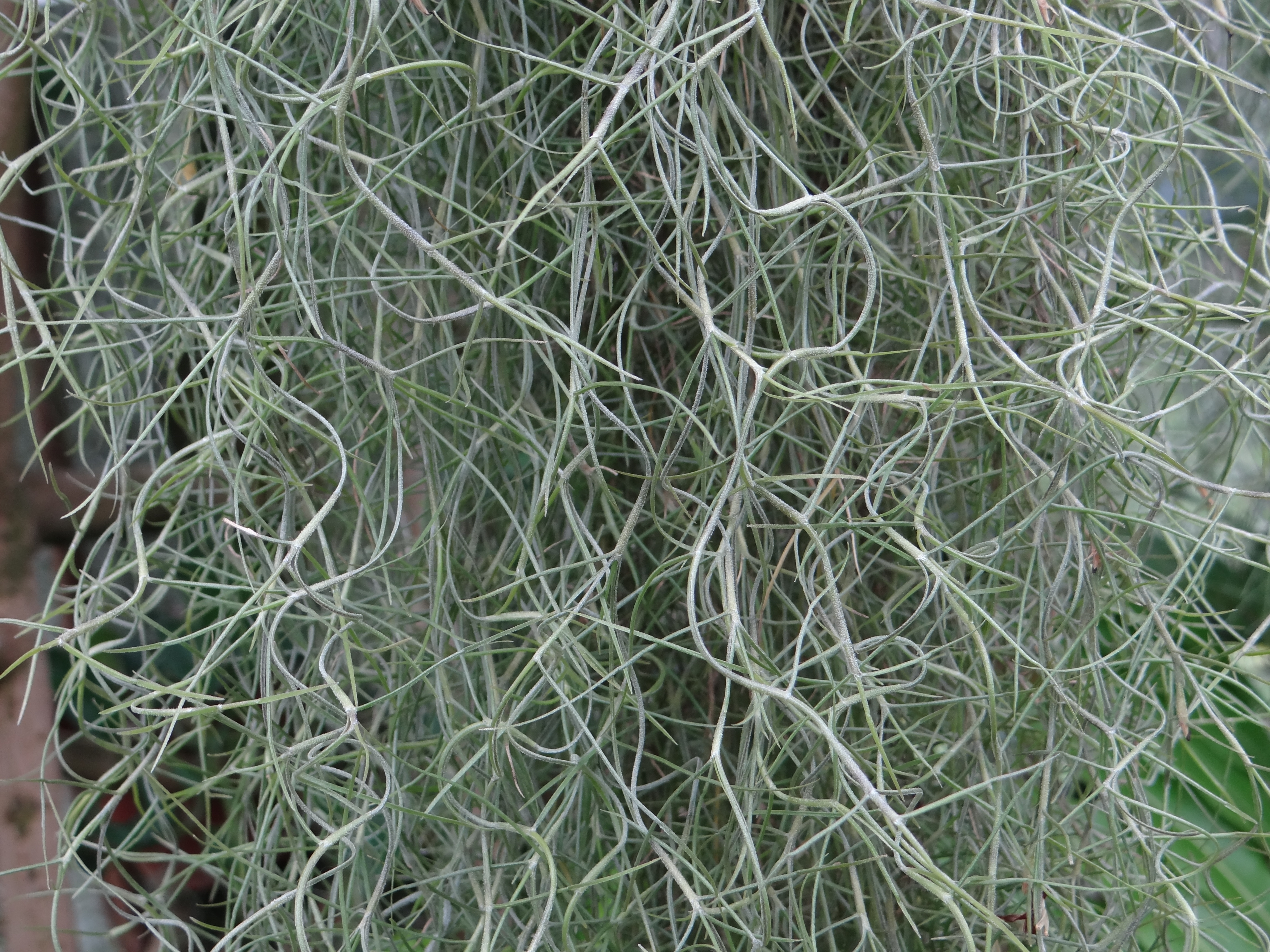
Pędy oplątwy brodaczkowej
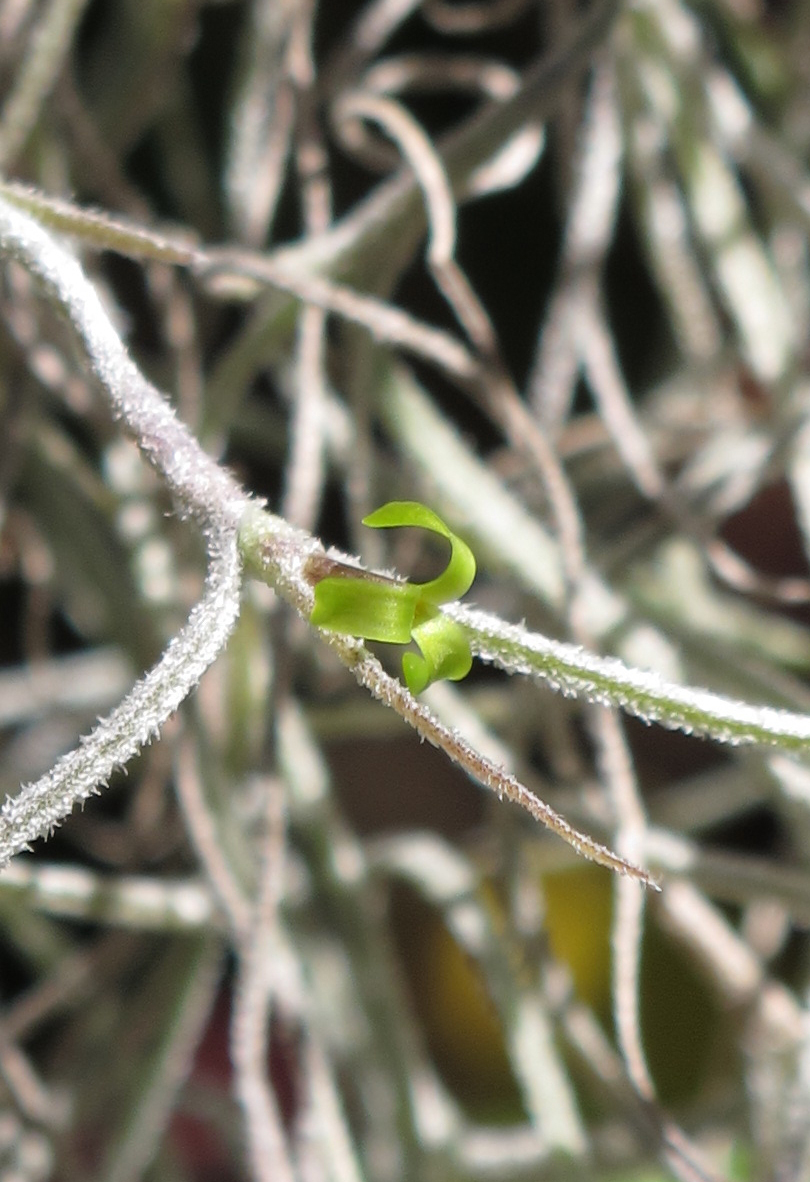
Kwiat
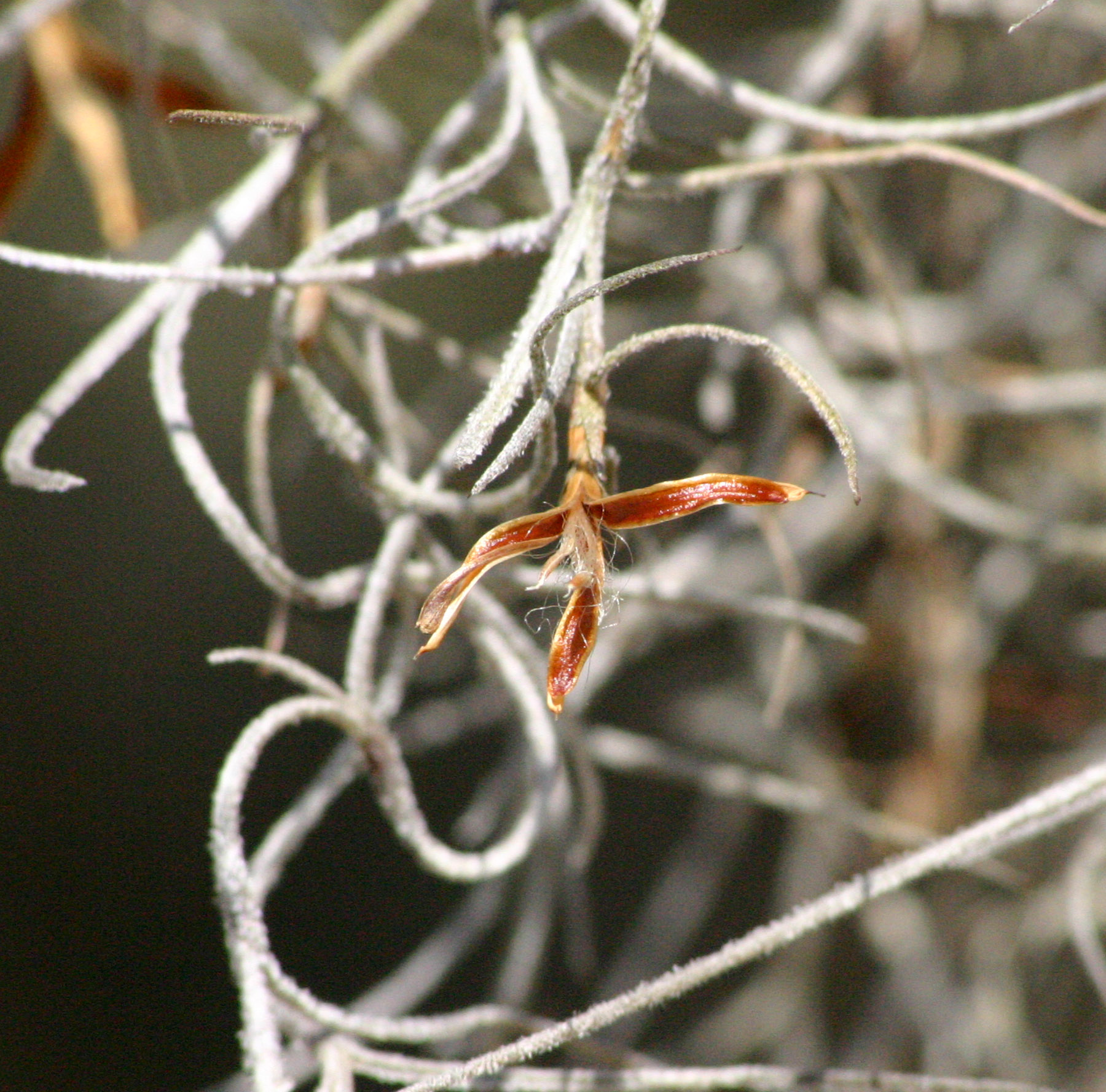
Owoc

## Zastosowanie
- Używana jest w tapicerstwie[7] i do opakowań jako tzw. włosie roślinne[6].
- W krajach o klimacie tropikalnym jest uprawiana jako roślina ozdobna w ogrodach i pomieszczeniach[8]. Czasami uprawiana jest również w Polsce – tylko w szklarniach lub w mieszkaniach[9].